# Gargantas del Hérault

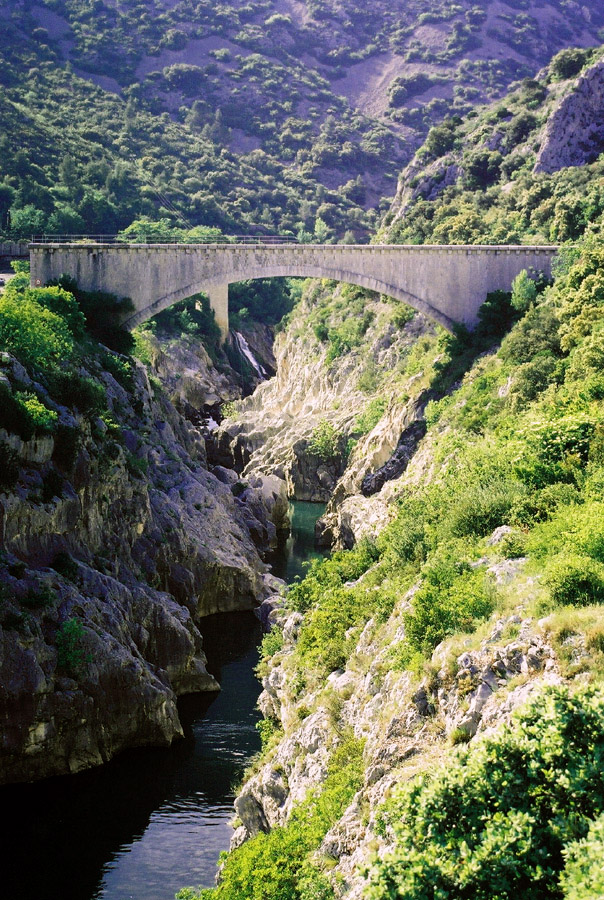
Gargantas del Hérault

Las gargantas del Hérault (en francés: gorges de l’Hérault) es el nombre con el que se conoce a un cañón de Francia tallado por el río Hérault en la comuna de Causse de la Selle, en el departamento de Hérault.

## Turismo
Bajo la denominación «Saint-Guilhem-le-Désert y las Gargantas del Hérault» (Saint-Guilhem-le-Désert et Gorges de l'Hérault), el sitio de las gargantas del Hérault ha sido distinguido como un Gran Sitio de Francia en junio de 2010.
La comunidad de comunas Valle del Hérault es la que se encarga de la gestión de este conjunto.